# Akiyuki Shimbō
Akiyuki Shimbō (jap. 新房 昭之, Shimbō Akiyuki; * 27. September 1961 in der Präfektur Fukushima) ist ein japanischer Anime-Regisseur.

## Leben
Nachdem Akiyuki Shimbō an die Tōkyō Design Gakuin abschloss, wurde er Zeichner beim Animationsstudio One Pattern und war zu dieser Zeit eng mit dem Mangaka Kazuki Takahashi befreundet. Eines seiner frühesten Werke, an dem er als Zeichner beteiligt war, war Urusei Yatsura von 1981. Später wechselte er zu Studio Pierrot, wo er 1990 bei Karakuri Kengōden Musashi Lord erstmals einer der technischen Regisseure (enshutsu) wurde, also verantwortlich dafür war, dass der Produktionsstab die Vorgaben des Regisseurs (kantoku) umsetzte. Dieselbe Position nahm er bei weiteren Pierrot-Produktionen ein, wobei er bei der Serie Yū Yū Hakusho mit Episode 58 und besonders Episode 74 Aufmerksamkeit erregte, sodass er 1994 für Metal Figher Miku erstmals mit der Regie (kantoku) beauftragt wurde.
1996 wurde er Regisseur der OVA Soreyuke! Uchū Senkan Yamamoto Yōko, die 1997 eine OVA- und 1999 eine Fernsehserie nach sich zog und die seine zweite Fernsehregiearbeit wurde – allerdings wandte sich Shimbō primär OVA-Produktionen zu. 2003 war er für die Computerspiel-Verfilmung Triangle Heart – Sweet Songs Forever verantwortlich, was sich als Glücksgriff erweisen sollte. 2004 wurde basierend auf dieser OVA die Spin-off-Fernsehserie Mahō Shōjo Lyrical Nanoha produziert, bei der er ebenfalls als Regisseur fungierte und die ein enormer Erfolg wurde. Zudem veröffentlichte er im gleichen Jahr die OVA Das Bildnis der Petit Cossette und die Fernsehserie Tsukuyomi – Moon Phase, die beide ebenfalls erfolgreich waren. Letzteres Werk wurde vom Studio Shaft animiert, für das er seit 2005 hauptsächlich arbeitet und dabei teilweise in einem Quartal bei zwei Serien gleichzeitig Regie führt.
Seine Serien Bakemonogatari, Puella Magi Madoka Magica und Nisemonogatari gehörten mit zu den meistverkauften Anime-Serien von 2010, 2011 bzw. 2012.
Sein visueller Stil ist oft geprägt von surrealen Elementen, typografischer Kunst und Schnitten zu Texttafeln und Fotografien.

## Werk als Regisseur
| - Metal Figher Miku (1994) - Soreyuke! Uchū Senkan Yamamoto Yōko (1999) - The Soul Taker – Tamashiigari (2001) - Mahō Shōjo Lyrical Nanoha (2004) - Tsukuyomi – Moon Phase (2004) - Pani Poni Dash! (2005) - Magister Negi Magi Negima!? (2006) - Hidamari Sketch (2007) - Sayonara Zetsubō Sensei (2007) - (Zoku) Sayonara Zetsubō Sensei (2008) - Hidamari Sketch × 365 (2008) - Maria Holic (2009) - Natsu no Arashi! (2009) - Bakemonogatari (2009) - (Zan) Sayonara Zetsubō Sensei (2009) - Natsu no Arashi! Akinai-chū (2009) - Dance in the Vampire Bund (2010) - Hidamari Sketch × Hoshimittsu (2010) - Arakawa under the Bridge (2010) - Arakawa under the Bridge × Bridge (2010) - Soredemo Machi wa Mawatteiru (2010) - Mahō Shōjo Madoka Magika (2011) - Denpa Onna to Seishun Otoko (2011) - Maria Holic: Alive (2011) - Nisemonogatari (2012) - Hidamari Sketch × Honeycomb (2012) - Nekomonogatari (Kuro) (2013) - Sasami-san@Gambaranai (2013) - Monogatari Series: Second Season (2013) - Nisekoi (2014) - Mekakucity Actors (2014) - Hanamonogatari (2014) - Tsukimonogatari (2014) - Kōfuku Graffiti (2015) - Koyomimonogatari (2016) - 3-gatsu no Lion (2016) | - Devil Hunter Yohko 2 (1995) - Ojōsama Sōsamō (1996) - Hurricane Polymar (1996) - Ginga Ojōsama Densetsu Yuna: Shin’an no Fairy (1996) - Soreyuke! Uchū Senkan Yamamoto Yōko (1996) - Soreyuke! Uchū Senkan Yamamoto Yōko II (1997) - Detatoko Princess (1997) - Shihaisha no Tasogare: Twilight of the Dark Master (1998) - Tenamon’ya Voyagers (1999) - Triangle Heart – Sweet Songs Forever (2003) - Das Bildnis der Petit Cossette (2004) - Magister Negi Magi Negima!? Spring Special (2006) - Magister Negi Magi Negima!? Summer Special (2006) - Mahō Sensei Negima! – Shiroki Tsubasa Ala Alba (2008) - (Goku) Sayonara Zetsubō Sensei (2008) - Mahō Sensei Negima! – Mō Hitotsu no Sekai (2009) - (Zan) Sayonara Zetsubō Sensei: Bangaichi (2009) - Katte ni Kaizō (2011) - Nisekoi (2014) - Gekijōban Mahō Sensei Negima! Anime Final (2011) - Mahō Shōjo Madoka Magika (Zempen): Hajimari no Monogatari (2012) - Mahō Shōjo Madoka Magika (Kōhen): Eien no Monogatari (2012) - Mahō Shōjo Madoka Magika (Shimpen): Hangyaku no Monogatari (2013) - Kizumonogatari I: Tekketsu-hen (2016) - Kizumonogatari II: Nekketsu-hen (2016) |